# Pampahert
Het pampahert of vechthert (Ozotoceros bezoarticus) is een evenhoevig zoogdier uit de familie der hertachtigen. De wetenschappelijke naam van de soort werd als Cervus bezoarticus in 1758 gepubliceerd door Carl Linnaeus. Dit vrij kleine hert komt enkel voor in open grasvlakten in het zuiden van Zuid-Amerika.

## Kenmerken
Het pampahert heeft een rossig bruine tot gelig grijsbruine vacht. De buikzijde en de binnenzijde van de oren is wit, de bovenzijde van de staart is zwart. Op de snuit zit een donkere vlek. Jongen zijn gevlekt. Hij heeft een lengte van 110 tot 140 centimeter en een schouderhoogte van 69 tot 80 centimeter. Hij weegt 30 tot 40 kg. Het gewei heeft ongeveer zes enden.

## Leefwijze
Het pampahert leeft in kleine kudden.

## Verspreiding en leefgebied
Het pampahert komt voor in open landschappen in West-, Noord- en Centraal-Argentinië, Oost-Bolivia, Paraguay, Uruguay en Centraal- en Zuid-Brazilië. In de 19e eeuw was hij vrij algemeen, maar nu leeft hij enkel nog in verspreide geïsoleerde populaties. Het pampahert komt voornamelijk voor in grasvlakten, maar in Argentinië is hij ook in zoutmoerassen langs de kust te vinden.

## Ondersoorten
Er worden vijf ondersoorten onderscheiden:
- Ozotoceros bezoarticus bezoarticus – Oost- en Centraal-Brazilië
- Ozotoceros bezoarticus uruguayensis – Uruguay
- Ozotoceros bezoarticus arerunguaensis – Uruguay
- Ozotoceros bezoarticus leucogaster – Zuidwest-Brazilië, Zuidoost-Bolivia, Paraguay en Noord-Argentinië
- Ozotoceros bezoarticus celer – Argentijnse pampa's

## Bedreiging
Enkele van deze ondersoorten zijn bedreigd. De grootste bedreiging vormt habitatvernietiging om plaats te maken voor landbouwgebieden en de daardoor veroorzaakte fragmentatie van populaties.
Pampahert ·
(Ondersoorten: Ozotoceros bezoarticus arerunguaensis ·
Ozotoceros bezoarticus bezoarticus ·
Ozotoceros bezoarticus celer ·
Ozotoceros bezoarticus leucogaster ·
Ozotoceros bezoarticus uruguayensis) ·
Ozotoceros pampaeus†